# Hodász
Hodász nagyközség Szabolcs-Szatmár-Bereg vármegyében, a Mátészalkai járásban.

## Fekvése
A vármegye keleti részén, a Nyírségben fekszik, Nyírbátor és Mátészalka között. A környező települések közül Kántorjánosi 5, Nyírmeggyes 8, Őr 10 kilométer távolságra található; a legközelebbi város a 13 kilométerre fekvő Mátészalka, de Nyírbátortól is közel azonos távolság választja el.
A szomszédos települések: észak felől Őr, északkelet felől Jármi, kelet felől Nyírmeggyes, dél felől Nyírkáta, nyugat felől Nyírderzs, északnyugat felől pedig Kántorjánosi. Nagyon kevés híja van annak, hogy nem szomszédos délnyugat felől még Nyírcsászárival is.

### Megközelítése
Legfontosabb közúti megközelítési útvonala a Debrecen-Nyírbátor-Mátészalka közt húzódó 471-es főút, mely a déli határszéle közelében húzódik, ezen érhető el mindhárom utóbbi város irányából. Központján azonban csak a 4917-es út halad át, amely a 49-es főút őri szakaszától húzódik Teremig.
A hazai vasútvonalak közül a MÁV 110-es számú Debrecen–Nyírbátor–Mátészalka-vasútvonala és a 113-as számú Nyíregyháza–Mátészalka–Zajta-vasútvonal érinti, melyeknek egy közös itteni megállási pontja van. Hodász vasútállomás a belterület legdélebbi pontja közelében helyezkedik el, nem messze a 4917-es út vasúti keresztezésétől keleti irányban; közúti elérését az abból kiágazó 49 327-es számú mellékút teszi lehetővé.

## Nevének eredete
A Hodász név magyar eredetű, a falut egykor királyi hódvadászok, hódászok lakták. (Szab.Szatm.53., FNESz.)
A település másik neve Hetény volt. Ezt a középkor első századaiban használták a Hodász név mellett. A Hetény is magyar eredetű helynév.
A vele kapcsolatos magyarázatok szerint: a Hetény helynevek elterjedése azt a látszatot kelti, hogy valamilyen szétszórt etnikumhoz köthető, tehát törzsnévi jellegű elnevezés. Mások puszta személynévi eredetűnek tartják.

## Története
A falu neve a Váradi regestrumban 1219-ben tűnik fel Hetény (Heten) néven.
Megtelepülése a 10-11. században történt. Lakossága a korai középkorban az itteni gyepű nyilasaiból és a király hódászaiból állt. A környék sok kis élővízében élő hódok vadászata tehát a várispánság külön népelemének adott foglalkozást.
1272-ben V. István király e birtokot Álmos fia Kopasz Miklós János testvérével e birtokukról lemondanak, és Kántorjánosi István fiainak 40 márkáért átengedik. Így 1272-ben már az utóbbiak osztoznak tulajdonjogán, végül a szomszédos Jánosiak szerezték meg maguknak.
A középkorban a három faluból álló Kántor uradalomhoz tartozott.
Mint királyi népek között igen gyakran, Hodászon is Árpád-házi szent tisztelete élt: itt Szent Imre hercegnek volt nagy kultusza.
1332-1336 között említik is a falu Szent Imre tiszteletére emelt templomát (Maksai 147).
Régi tulajdonosai a várispánság előkelőbbjei közül kerültek ki, akik külön adománylevél nélkül birtokolták a falut.
1416-ban Kántor Bálint fel akarta méretni határát Jánosi és Kisjánosi (Iklód) felől, de az Iklódy család tiltakozott ellene. 1419-ben a család egyik tagját, Istvánt egyházi átokkal sújtották, emiatt kénytelen volt birtokát elzálogosítani. Ártatlansága azonban kiderült, és az őt vádoló testvéreit marasztalták el. 1450-ben hodászi Kántor Luca megkapta az őt megillető leánynegyedet a hetényi pusztával együtt.
A 15. században birtokosai gyakran változtak.
1539-ben a Jánosi és Kántor családok új adományt kapnak a falura a királytól.
A későbbi századokban ismét több birtokos osztozott Hodász területén (Borovszky 78, 85.), de a helyi tehetősebb gazdák tulajdonába is egyre több föld jutott.
Egy feljegyzés szerint 1879. június 29-én sáskajárás pusztított Hodászon.
A 20. század első évtizedeiben a falu társadalmi és gazdasági életében nagy szerepet játszottak a helybeli zsidó családok. Boltokat nyitottak, kóservágóhidat létesítettek, kereskedői ide szállították a környéken felvásárolt borjúkat. Hodász 20. századi történetének legszomorúbb fejezete is a zsidósághoz kapcsolódik: 1944-ben negyven családot deportáltak a községből (Liszkay 43.).
Hodász 1945 után sokat fejlődött: több középület (üzlet, étterem, iskola, templom, Tüzép-telep) és új lakóház épült a területén. 1967-70 között egy kertészeti technikum kihelyezett osztálya működött a faluban. Lakói főleg mezőgazdaságból élnek, de sokan ingáznak a közeli Mátészalkára, sőt akár távolabbi városokba is, tanulni vagy dolgozni.
1887 óta itt vezet el a Mátészalka-Debrecen, illetve a Mátészalka-Nyíregyháza közötti vasútvonal, amelynek vasútállomása a falutól 2 km távolságban helyezkedik el. A környező településekkel és Mátészalkával a Volánbusz sűrű autóbuszjáratai kötik össze.
Hodász határában találhatóak Ruszka, Martoni , Radalf és Koppánytelke elpusztult középkori falvak helyei is.

### Ruszka
Ruszka neve 1357-ben tűnik fel, mint Radalf szomszédja (pr.Ruszka). Maksai szerint puszta, illetőleg telek a Jánosi-uradalom határában.
1454-ben Hodász és Parasznya közötti határjárásban is említik az egyik részét (Rwzkalapossa). Keleti szláv telepítésre valló földrajzi név. A ruska "orosz" szó vált falunévvé(Szab.Szatm.53.) Az elpusztult falu emlékét a határ északi részén fekvő Ruszka nevű dűlő őrzi.Bizonyára errefelé volt a hajdani település is. Borovszky Kántorjánosinál szól róla.

### Martoni
Martoni neve 1357-ben tűnik fel mint Radalf szomszédja Hodász és Ruszka között Martuny-ként írva.
Egy 1445-ös oklevél szerint pedig Hodász és (Kántor-) Jánosi határain belül feküdt. A falu a 14. századnál nem keletkezhetett sokkal korábban.
A nevét viselő, ismeretlen származású család birtokából mint puszta került a Vajaiak, Rohodiak és Kántorok kezére (Maksai 174).
A Szab.Szatm. – bizonyára okleveles adatok alapján – úgy tartja, hogy a név olvasata bizonytalan: Martoni és Mártoni egyaránt lehet.
A lakosság azonban a határ északnyugati szélén fekvő dűlőt ma is Martoni néven ismeri, így nyilvánvalóan ez volt a hajdan ezen a tájon fekvő falunak a neve is.

### Radalf
Hodász határában, vagy környékén kereshető Radalf falu helye is.
Neve 1272-ben Hodász határjárása során tűnik fel: nevét ekkor Rodolphi' alakban írják.
Egy 1357 évi oklevél szerint Ruszkával, Martonival és Hodásszal határos.
Az egykori falut a beregi Macsolai család Radalf nevű tagja alapította a 13. században.
1279-ben már kialakult falu volt. Pusztulása a középkorban kezdődött, és a 15. század eleje után nincs róla több adatunk.
Lakói magyarok voltak. (Maksai 198.) – Puszta személynévből való településnév. (Szab.Szatm.71.) Az elpusztult falunak az élő névanyagban nincs nyoma.

### Koppánytelke
A falu határában kereshető Koppánytelke helye is.
A telekhely neve 1411-ben tűnik fel Koppanteleke néven, amikor Zsigmond király többek között e birtokot is új adományként
Jánosi Mihály fiainak, valamint Lóránt fia Istvánnak adja.
Egy 1445-ös oklevél szerint Hodász és Jánosi (ma Kántorjánosi) határain belül feküdt. – Egykori birtokosáról nevezték el.
A Koppány személynév a türk kapyan ~ kapan törzsnévvel azonos (Maksai 162, Szab.Szatm. 53.).
Az egykori falunak a mai névanyagban nincs nyoma. Borovszky Kántorjánosinál közli.

## Közélete

### Polgármesterei
- 1990–1994: Dr. Sáfár János (MDF)[3]
- 1994–1998: Ifj. Máthé Béla (KDNP)[4]
- 1998–2002: Ifj. Máté Béla (KDNP)[5]
- 2002–2005: Ifj. Máté Béla (független)[6]
- 2005–2006: Nagy János (független)[7]
- 2006–2010: Nagy János (független)[8]
- 2010–2014: Nagy János (független)[9]
- 2014–2019: Nagy János (független)[10]
- 2019–2024: Likvácsik Zsolt (független)[11]
- 2024– : Nagy Krisztián (független)[1]

A településen 2005. április 24-én időközi polgármester-választást kellett tartani, mert az előző faluvezetőnek – még tisztázást igénylő okból – megszűnt a polgármesteri tisztsége.

## Népesség
A település népességének változása:
| Lakosok száma | 3349 | 3343 | 3380 | 3307 | 3203 | 3234 | 3178 |
|               | 2013 | 2014 | 2015 | 2021 | 2022 | 2023 | 2024 |

2001-ben a település lakosságának 60%-a magyar, 40%-a cigány nemzetiségűnek vallotta magát.
A 2011-es népszámlálás során a lakosok 93,1%-a magyarnak, 22,9% cigánynak mondta magát (6,7% nem nyilatkozott; a kettős identitások miatt a végösszeg nagyobb lehet 100%-nál). A vallási megoszlás a következő volt: római katolikus 9,1%, református 26,9%, görögkatolikus 37,8%, felekezeten kívüli 4,2% (12,3% nem válaszolt).
2022-ben a lakosság 93,8%-a vallotta magát magyarnak, 21,9% cigánynak, 0,1-0,1% ukránnak, szlovénnek, németnek és románnak, 0,5% egyéb, nem hazai nemzetiségűnek (6,2% nem nyilatkozott; a kettős identitások miatt a végösszeg nagyobb lehet 100%-nál). Vallásuk szerint 8% volt római katolikus, 25,2% református, 34,7% görög katolikus, 10,9% egyéb keresztény, 0,1% evangélikus, 4,1% felekezeten kívüli (17% nem válaszolt).

## Nevezetességei
- Református templom: gótikus stílusban épült a 16. században
- Kisnemesi kúria (Komoróczy-kúria)
- Római katolikus templom, épült Csaba László tervei szerint 1973 körül
- Görögkatolikus Cigánytemplom, épült Csanády Gábor tervei szerint 1995-ben
- Görögkatolikus templom, épült Csanády Gábor tervei szerint 1997-ben
- Hodászi Roma Tájház

## Itt születtek, itt éltek
- Hodászi Pap Lukács (Hodász, 1555. – Debrecen, 1613. május 17.) - református püspök.
- Czine Mihály (Nyírmeggyes, 1929. április 5. – Budapest, 1999. január 21.) Széchenyi-díjas (1994) magyar irodalomtörténész, kritikus, egyetemi tanár itt töltötte gyermek- és ifjúkorát.
- Sója Miklós (Timár 1912. május 18. – 1996. augusztus 19.)  görögkatolikus pap.